# Zerzura
Zerzura (arabisch زرزورة, DMG Zarzūra) ist der Name einer oder mehrerer legendärer, verschwundener Oasen. Berichtet wird von einer weißen Stadt. Sie soll sich in einem Wadi im Tal des Nils zwischen Libyen und Ägypten befunden haben.
Sie wird in einem Dokument aus der Mitte des 13. Jahrhunderts von Uthman al-Nabulusi erwähnt, ferner im 15. Jahrhundert von einem unbekannten Verfasser im Kitab ad-durr al-maknuz. Als erster Europäer befasst sich John Gardner Wilkinson 1835 mit der Überlieferung. Die Oase wurde unter anderem in den 1930er Jahren von Ladislaus Almásy, Ralph Alger Bagnold und Pat Clayton gesucht.
Die Oase ist titelgebend im Point-and-Click-Adventure-Videospiel Lost Chronicles of Zerzura von dtp entertainment.

### Fachliteratur
- Ladislaus Almasy: Récentes Explorations dans le Désert Libyque, Kairo, 1936
  - German translation by Klaus Kurre in Mythos Zarzura. Belleville, Munich 2020, ISBN 978-3-936298-18-5
- Saul Kelly: The Lost Oasis: The Desert War and the Hunt for Zerzura. Westview Press, 2002, ISBN 0-7195-6162-0.

### Belletristik
- Michael Ondaatje: Der englische Patient (Roman)